# Exumer
Exumer — немецкая трэш-метал-группа, образованная в Висбадене в 1985 году вокалистом и басистом Мемом В. Штейном и гитаристом Рэем Меншем. Группа распалась в 1991 году после выпуска двух демо и двух студийных альбомов. Exumer отыграли разовый концерт на Wacken Open Air в 2001 году, а в 2008 году В. Штейн и Менш возродили коллектив.

## История
Мем В. Штейн и Рэй Менш познакомились на концерте Slayer во Франкфурте, вскоре после чего решили основать собственную трэш-метал-команду, вдохновляясь такими группами, как Venom, Exodus и Slayer. Их первый альбом Possessed by Fire был музыкально выдержан в том же ключе, что и Into the Dark Past их тогдашних коллег по лейблу Angel Dust. К моменту записи второго альбома Rising from the Sea В. Штейн покинул коллектив, и на вокале его заменил Пол Аракаки. Из-за его вокала, напоминающего голос Тома Арайи, альбом часто сравнивали со Slayer. По сравнению с дебютом, второй альбом получил более прохладный приём у критиков и вскоре после его выхода группа распалась. 
Музыканты собрались вновь только в 2001 году ради единственного выступления на фестивале на Wacken Open Air. В 2009 году Exumer выпустили демо с одним треком под названием Waking the Fire. В 2011 году группа заключила сделку с лейблом Metal Blade Records и в апреле 2012 года выпустила на нём свой третий альбом Fire & Damnation, а четыре года спустя — четвертый альбом The Raging Tides. Их пятый альбом Hostile Defiance был выпущен 5 апреля 2019 года.

## Состав
| Текущий состав - Мем В. Штейн — вокал (1985–1986, 2001, 2008–наст. время), бас-гитара (1985–1986, 2001) - Рэй Менш — гитара (1985–1989, 2008–наст. время) - T. Schiavo — бас-гитара (2009–наст. время) - Маттиас Касснер — ударные (2010–наст. время) - Marc B — гитара (2013–наст. время) | Бывшие участники - Берни Зидлер — гитара (1985–1989, 2001) - Сайк Борнетто — ударные (1985–1989) - Пол Аракаки — вокал, бас-гитара (1986–1988), гитара (1985, 2009–2010) - Джон Кэдден — вокал (1989) - Франц Прис — бас-гитара (1989) - Бернд Крамер — ударные (1989) - J.P. Rapp — ударные (2009–2010) - H.K. — гитара (2010–2013; умер в 2014) - L.O.P. — ударные (2001) |

## Дискография
Студийные альбомы
- Possessed by Fire (1986)
- Rising from the Sea (1987)
- Fire & Damnation (2012)
- The Raging Tides (2016)
- Hostile Defiance (2019)

Демо
- A Mortal in Black (1985)
- Whips & Chains (1989)
- Waking the Fire (2009)

Сборники
- Possessed by Fire/Rising from the Sea (1998)
- Fire Before Possession - The Lost Tapes (2015)
- Decades of Fire (2021, бокс-сет)